# Quadrastichus brevinervis
Quadrastichus brevinervis är en stekelart som först beskrevs av Zetterstedt 1838.  Quadrastichus brevinervis ingår i släktet Quadrastichus och familjen finglanssteklar. Enligt den finländska rödlistan är arten otillräckligt studerad i Finland. Arten är reproducerande i Sverige. Inga underarter finns listade i Catalogue of Life.